# Gonomyia (Leiponeura) perreducta
Gonomyia (Leiponeura) perreducta is een tweevleugelige uit de familie steltmuggen (Limoniidae). De soort komt voor in het Oriëntaals gebied.